# Вынгапур
Вынгапур (устар. «Вэнга-Пур») — река России, протекает по территории Пуровского района Ямало-Ненецкого автономного округа. Правый приток реки Пякупур, длина реки — 319 км, площадь водосборного бассейна — 8710 км². Гидроним восходит к лесн. нен. Выңки пюљ — «тундровая бурлящая река».

## Географические сведения
Берёт начало на северном склоне возвышенности Сибирские Увалы, в 60 км восточнее города Ноябрьска, и течет с юга на север по заболоченной местности. Высота истока — 113 м над уровнем моря. Высота устья — 34,3 м над уровнем моря.
В бассейне реки насчитывается свыше 300 водотоков, из которых более 60 имеют длину свыше 10 км, а две реки — более 100 км. Основные притоки — Апакапур (слева) и Вэнгаяха (справа).

## Притоки
(км от устья)
- 22 км: Янгатакаркаяха
- 34 км: Нентуйяха
- 36 км: Есереяха
- 45 км: Яёяха
- 53 км: Вэнгаяха (длина 164 км))
- 65 км: Хаслятъяха
- 73 км: Етуяха
- 80 км: Хунгъяха
- 104 км: Хульмыяха
- 131 км: Апакапур (длина 174 км)
- 161 км: Хелнтормаяха
- 166 км: Хатамлаяха
- 184 км: Хадытаяха
- 195 км: Пинчухъяха
- 216 км: Лыченкичуяха
- 233 км: Мораотуяха
- 238 км: Лимпяяха
- 257 км: Нюча-Пэйдяйяха
- 267 км: Тлятсяйяха
- 277 км: Денна
- 278 км: Чукусамаль
- 305 км: река без названия

## Физические сведения
Основную роль в питании реки играют талые снеговые воды. Половодье начинается обычно в мае, иногда в конце апреля, и заканчивается во второй половине июня — июле. Средняя продолжительность его свыше 2,0 мес. — с 10—15 мая до 15—20 июля. Наибольшая разность многолетних колебаний уровня в низовьях реки около 4,5 м. Средний многолетний годовой расход воды в устье около 85 м³/с. Объём годового стока реки 2,7 км³, из них 1/2 проходит за период половодья.

## Данные водного реестра
По данным государственного водного реестра России относится к Нижнеобскому бассейновому округу, водохозяйственный участок реки — Пур. Речной бассейн реки — Пур.
Код объекта в государственном водном реестре — 15040000112115300055837.